# Hugo Oltramare
Pour les articles homonymes, voir Oltramare.
 (décembre 2014).
Si vous disposez d'ouvrages ou d'articles de référence ou si vous connaissez des sites web de qualité traitant du thème abordé ici, merci de compléter l'article en donnant les références utiles à sa vérifiabilité et en les liant à la section « Notes et références ».
Hugo Oltramare, né le 2 juillet 1887 à Buenos Aires et mort le 31 octobre 1957 à Genève, est un théologien et médecin suisse. Il est l'un des principaux initiateurs du Secours aux Enfants de la Croix-Rouge suisse (CRS/SAE), et membre de son comité exécutif.

## Biographie
Hugo Oltramare grandit à Buenos Aires. Il est l'aîné des quatre fils du médecin Gabriel Oltramare (1850-1906) et de son épouse Marguerite-Françoise-Louise Bedot. Les Oltramare, Italiens protestants, ont fui à Genève au XVIe siècle pour des raisons religieuses. En 1905, Hugo entre au Collège de Genève pour y achever sa scolarité. Il étudie ensuite la théologie à l'université de Genève et obtient sa licenbce en 1911 avec un mémoire intitulé: « Essai sur la prière d'après la pensée philosophique de William James ». Hugo Oltramare s’installe en France et devient pasteur de l'Église réformée de Pentemont à Paris, où il fait la connaissance de Wilfred Monod.
En raison de la Première Guerre mondiale, il retourne à Genève, où il devient secrétaire de la paroisse protestante des Eaux-Vives. Il institue un service social volontaire sur le modèle de Monod et est, en 1916, l'un des cofondateurs et rédacteur du journal "Messager Paroissial" (aujourd'hui "Messager Social").
En plus de son travail pastoral, il étudie à la faculté de médecine de l'université de Genève où il obtient son doctorat en 1920. La même année, il épouse Marcelle Barbey, la petite-fille de Gustave Ador, avec laquelle il a trois enfants: Fernand, Yves et Mireille. Après son mariage, le Dr Oltramare s'installe avec son épouse à Paris où il travaille dans les hôpitaux Cochin et La Pitié-Salpêtrière. À son retour à Genève, il ouvre un cabinet en tant que médecin généraliste et psychanalyste. Pendant de nombreuses années, il donne des consultations médicales et psychologiques gratuites pour les enfants à l'Institut Jean-Jacques Rousseau. Il est un élève et ami d’Henri Bergson.
Membre du parti démocratique (plus tard libéral), le Dr Oltramare rejoint "Les Équipes", dirigées par Théodore de Gallatin, un mouvement politique secret d'extrême droite qui milite en faveur d’un renouveau national en Suisse. Il participe, en 1936, au "Coup du Cocotier", une manipulation électorale qui vise à ne pas réélire les caciques des partis de droite, lors des élections au Grand Conseil genevois. Vers 1939, il devient membre du conseil d'administration du Journal de Genève et est également président du Consistoire de l'Église nationale protestante à Genève.
Très tôt il s'engage pour les victimes de la guerre et en particulier pour les enfants. En tant que médecin du dispensaire français, et à ce titre membre du comité du Secours national français à Genève, il est choisi pour être membre du comité de la section genevoise du Cartel suisse de secours aux enfants victimes de la guerre, créé en mai 1940 et actif dans le sud de la France. En janvier 1942, il est nommé comme représentant du Cartel au comité exécutif du Secours aux Enfants de la Croix-Rouge suisse (CRS/SAE).

## Son rôle dans l'aide à l'enfance
Lorsqu'à partir de novembre 1940, les premiers convois d'enfants (« Kinderzüge ») du Cartel arrivent de la France libre et occupée à Genève, le Dr Oltramare assume bénévolement la direction de la section d'accueil qui est responsable des différents services (enquête, réception et départ, ainsi que le service de visites des familles d'accueil); il dirige également le service médical. La section genevoise du Cartel est la principale responsable pour l'accueil de plusieurs milliers d'enfants français victimes de la guerre, mais dès 1941 leur nombre croissant commence à poser problème.
En août 1941, le Dr Oltramare fait aux dirigeants du Cartel à Berne une proposition visant à créer un organisme d'entraide neutre, soutenu par l'ensemble de la population suisse et par ses autorités, conformément à la tradition du pays. Non seulement le Cartel n'a pas les moyens humains et financiers, mais il est aussi considéré comme "politique"; il faut donc créer une nouvelle, et plus grande, organisation sous l'égide de la Croix-Rouge suisse (CRS) dont les statuts devaient simultanément être élargis pour couvrir des activités "civiles".
Le Cartel et la CRS (cette dernière portant la responsabilité de toute l'action), conviennent d'un contrat de collaboration dont la principale condition est le maintien obligatoire des principes de la Croix-Rouge. La CRS a, comme toutes les sociétés nationales de la Croix-Rouge, une relation privilégiée avec le gouvernement et est, particulièrement en temps de guerre, dépendante de la ligne politique. Le Conseil fédéral nomme en janvier 1942 Édouard de Haller au poste de délégué aux œuvres d'entraide internationale. Il conseille ces dernières dans le cas où leurs activités auraient pu avoir des conséquences sur la politique extérieure ou sur la sécurité de la Confédération suisse. C’est le cas lorsqu'elles travaillent à l'étranger ou en faveur d'étrangers à l'intérieur du pays. Au sein du Comité exécutif du SAE, les représentants du Cartel, de la CRS et du Conseil fédéral prennent conjointement les décisions. Le médecin-chef de la CRS, Hugo Remund en est le président, et Rodolfo Olgiati le secrétaire général.
En tant que président de la Commission médicale, le Dr Oltramare s'occupe principalement des aspects médicaux et des risques liés à l'accueil des enfants. Leur sélection pour un séjour en Suisse s'appuie en tout premier lieu sur des critères médicaux. On choisissait des enfants dont l'état de santé justifiait ce séjour de convalescence long de trois à six mois, et qui étaient en état d'effectuer le voyage. Avant leur départ, ils devaient obligatoirement être vaccinés, afin d'éviter tout risque d'épidémie parmi le personnel soignant, les familles d'accueil ou la population suisse. C'est à l'initiative du Dr Oltramare qu'est créé en 1942 à Genève le Centre Henri-Dunant (aujourd'hui siège du CICR) ; ce centre pouvait accueillir et héberger 800 enfants victimes de la guerre.
Lorsqu'après 1945 l'état de santé de milliers d’enfants empire à cause de la situation catastrophique provoquée par les séquelles du conflit, et que la tuberculose commence à se propager, on organisa rapidement à Adelboden, sur la recommandation du Dr Oltramare, le plus important programme de la CRS en faveur de jeunes prétuberculeux. Il peut accueillir simultanément environ 1 000 enfants, et fonctionne avec succès de septembre 1945 à mars 1946. Cette action est ensuite étendue à d'autres stations de montagne. Dans les pays concernés, on distribue aux enfants et nourrissons de grandes quantités de lait frais, de lait en conserve et de lait en poudre, afin de compenser la faiblesse de leur système immunitaire dû au manque de nourriture.
Grâce au Secours aux Enfants de la Croix-Rouge suisse, plus de 180 000 enfants victimes de la guerre en Europe ont pu faire un séjour de convalescence en Suisse de 1940 à 1955, des centaines de milliers d'autres, dans cette Europe déchirée par la guerre, ont pu avoir un repas quotidien, leurs familles ont obtenu des milliers de tonnes de médicaments, vêtements et colis de secours. La valeur totale des actions de secours financées par la population suisse (depuis 1946 avec l'aide du Don suisse) représente plus d'un milliard de francs suisses d'aujourd'hui.
« La valeur d'une nation dépend de sa capacité de servir l'humanité, et ce n'est qu'en rendant service aux autres que nous pourrons nous en rendre à nous-mêmes. - Hugo Oltramare, août 1940 »
Le souhait initial du Dr Oltramare était la création d'une troisième entité Croix-Rouge en Suisse pour protéger tous les enfants des nations belligérantes ; une entité qui aurait été indépendante du Comité international (qui s'occupait principalement des blessés et des prisonniers de guerre), ainsi que de la CRS et de ses intérêts nationaux. Mais ce rêve n'a jamais pu se réaliser pleinement en raison du contexte politique. Le Centre Henri-Dunant est cependant resté un modèle jusqu'à sa fermeture en 1945.

## Distinctions
- Lauréat de l'Université de Genève avec une thèse sur le concept de la raison dans la philosophie de Bergson.
- En 1945, le frère du Général de Gaulle lui remit le grade d'officier de la Légion d'honneur en signe de gratitude du gouvernement français pour son engagement auprès des enfants français et dans l'établissement de la CRS/SAE (Secours aux Enfants de la Croix-Rouge suisse). Peu avant sa mort, le Dr Oltramare fut promu au grade de commandeur.

## Publications
- "Essai sur la prière d'après la pensée philosophique de William James", Université de Genève. Faculté de théologie. Thèse n ° 227, H. Robert, Genève 1912
- "L'Hypotension dans le choc traumatique", Dissertation, Université de Genève, édité par J. Guerry, Genève 1924
- "Sur le concept de la raison dans la philosophie de Bergson".